# Kugelblitz (vật lý thiên văn)
Trong vật lý lý thuyết, một kugelblitz (tiếng Đức nghĩa là "sét hòn") là sự tập trung nhiệt, ánh sáng hay bức xạ mạnh tới mức năng lượng của nó tạo thành một chân trời sự kiện và tự kẹt lại tại đó: theo thuyết tương đối rộng và sự tương đồng giữa khối lượng và năng lượng, nếu có đủ bức xạ được chiếu vào một vùng, sự tập trung năng lượng có thể làm uốn cong không-thời gian đủ để vùng đó trở thành lỗ đen, mặc dù lỗ đen này có khối lượng-năng lượng ban đầu ở dạng năng lượng bức xạ thay vì vật chất. Nói đơn giản hơn, một kugelblitz là một lỗ đen được hình thành từ bức xạ thay vì vật chất. Một lỗ đen như vậy vẫn có những đặc tính giống như lỗ đen có khối lượng và mô men quán tính tương tự được hình thành bằng cách thông thường, theo như định lý không có tóc.
Lần nhắc tới ý tưởng kugelblitz được biết tới nhiều nhất trong tiếng Anh có lẽ là trong bài viết "Geons" năm 1995 của John Archibald Wheeler, trong đó có nội dung về ý tượng tạo ra các hạt (hoặc mô hình đồ chơi các hạt) từ sự uốn cong của không-thời gian, được gọi là geon. Bài viết của Wheeler về geon cũng giới thiệu ý tưởng rằng các đường điện tích kẹt trong họng của một lỗ sâu có thể dùng để dựng mô hình các thuộc tính của một cặp hạt mang điện tích.
Động cơ Kugelblitz đã được coi là động cơ có thể dùng trong các tàu du hành lỗ đen trong tương lai.